# Rajd Tysiąca Jezior 1971
Rajd 1000 Jezior 1971 (21. Jyväskylän Suurajot - Rally of the 1000 Lakes) – 21. edycja rajdu samochodowego Rajdu 1000 Jezior rozgrywanego w Finlandii. Rozgrywany był od 19 do 22 sierpnia 1971 roku. Była to trzynasta runda Rajdowych Mistrzostw Europy w roku 1971.

## Klasyfikacja rajdu
| Miejsce                      | Kierowca                     | Pilot                        | Samochód                     | Czas                         | Strata                       |                              |
| Klasyfikacja generalna i ERC | Klasyfikacja generalna i ERC | Klasyfikacja generalna i ERC | Klasyfikacja generalna i ERC | Klasyfikacja generalna i ERC | Klasyfikacja generalna i ERC | Klasyfikacja generalna i ERC |
| ---------------------------- | ---------------------------- | ---------------------------- | ---------------------------- | ---------------------------- | ---------------------------- | ---------------------------- |
| 1.                           | Stig Blomqvist               | Arne Hertz                   | Saab 96 V4                   | 3:56:00                      | 0.0                          |                              |
| 2.                           | Tapio Rainio                 | Erkki Nyman                  | Opel RK                      | 3:57:25                      | +1:25                        |                              |
| 3.                           | Markku Alén                  | Juhani Toivonen              | Volvo 142                    | 3:59:33                      | +3:33                        |                              |
| 4.                           | Heikki Majander              | Heikki Haaksiala             | Opel RK                      | 4:02:02                      | +6:02                        |                              |
| 5.                           | Eero Soutulahti              | Timo Alanen                  | Volvo 142                    | 4:02:30                      | +6:30                        |                              |
| 6.                           | Esko Nuuttila                | Antti Kivimaa                | Opel Kadett Sedan            | 4:05:57                      | +9:57                        |                              |
| 7.                           | Per Eklund                   | Sölve Andreasson             | Saab 96 V4                   | 4:06:04                      | +10:04                       |                              |
| 8.                           | Risto Kivimäki               | Ilkka Kivimäki               | Volvo 142                    | 4:09:13                      | +13:13                       |                              |
| 9.                           | Pertti Lehtonen              | Risto Virtanen               | Opel RK                      | 4:09:27                      | +13:27                       |                              |
| 10.                          | Onni Vilkas                  | Pertti Kärhä                 | BMW 2002                     | 4:11:40                      | +15:40                       |                              |